# Adam Johansson
Adam Johansson (Göteborg, 21 februari 1983) is een Zweeds voormalig voetballer die doorgaans als rechtsback speelde. Tussen 2002 en 2016 speelde hij voor Västra Frölunda, IFK Göteborg, Seattle Sounders en opnieuw IFK Göteborg. Johansson maakte in 2009 zijn debuut in het Zweeds voetbalelftal. Tot aan 2013 kwam hij tot achttien interlandwedstrijden.

## Clubcarrière
Johansson speelde voor meerdere lokale clubs en twee jaar bij Västra Frölunda, alvorens hij in 2005 neerstreek bij IFK Göteborg. Bij de club uitkomend in de Allsvenskan werd hij vanaf zijn tweede jaar een meer vaste waarde bij de club. In december 2010 was hij in beeld bij Sunderland en Fiorentina, maar hij bleef bij Göteborg. Een jaar later vertrok hij alsnog, toen hij een contract tekende bij het Amerikaanse Seattle Sounders. Op 19 maart 2013 keerde hij terug naar Göteborg. Eind 2016 verliet Johansson de club weer. In de zomer van 2017 had hij geen nieuwe club gevonden en hierop besloot hij te stoppen als voetballer.

## Interlandcarrière
Johansson debuteerde in het Zweeds voetbalelftal op 24 januari 2009. Op die dag werd een vriendschappelijke wedstrijd tegen de Verenigde Staten met 3–2 verloren. De verdediger mocht van bondscoach Lars Lagerbäck in de basis beginnen en speelde het gehele duel mee.

### Gespeelde interlands
| Interlands van Adam Johansson voor Zweden | Interlands van Adam Johansson voor Zweden | Interlands van Adam Johansson voor Zweden | Interlands van Adam Johansson voor Zweden | Interlands van Adam Johansson voor Zweden | Interlands van Adam Johansson voor Zweden | Interlands van Adam Johansson voor Zweden |
| №                                         | Datum                                     | Wedstrijd                                 | Uitslag                                   | Competitie                                | Goals                                     |                                           |
| Als speler bij IFK Göteborg               | Als speler bij IFK Göteborg               | Als speler bij IFK Göteborg               | Als speler bij IFK Göteborg               | Als speler bij IFK Göteborg               | Als speler bij IFK Göteborg               | Als speler bij IFK Göteborg               |
| ----------------------------------------- | ----------------------------------------- | ----------------------------------------- | ----------------------------------------- | ----------------------------------------- | ----------------------------------------- | ----------------------------------------- |
| 1                                         | 24 januari 2009                           | Verenigde Staten – Zweden                 | 3 – 2                                     | Vriendschappelijk                         |                                           |                                           |
| 2                                         | 28 januari 2009                           | Mexico – Zweden                           | 0 – 1                                     | Vriendschappelijk                         |                                           |                                           |
| 3                                         | 11 februari 2009                          | Oostenrijk – Zweden                       | 0 – 2                                     | Vriendschappelijk                         |                                           |                                           |
| 4                                         | 28 maart 2009                             | Portugal – Zweden                         | 0 – 0                                     | WK 2010 kwalificatie                      |                                           |                                           |
| 5                                         | 1 april 2009                              | Servië – Zweden                           | 2 – 0                                     | Vriendschappelijk                         |                                           |                                           |
| 6                                         | 6 juni 2009                               | Zweden – Denemarken                       | 0 – 1                                     | WK 2010 kwalificatie                      |                                           |                                           |
| 7                                         | 10 juni 2009                              | Zweden – Malta                            | 4 – 0                                     | WK 2010 kwalificatie                      |                                           |                                           |
| Als speler bij Seattle Sounders           |                                           |                                           |                                           |                                           |                                           |                                           |
| 8                                         | 19 januari 2011                           | Botswana – Zweden                         | 1 – 2                                     | Vriendschappelijk                         |                                           |                                           |
| 9                                         | 8 februari 2011                           | Cyprus – Zweden                           | 0 – 2                                     | Vriendschappelijk                         |                                           |                                           |
| 10                                        | 18 januari 2012                           | Bahrein – Zweden                          | 0 – 2                                     | Vriendschappelijk                         |                                           |                                           |
| 11                                        | 23 januari 2012                           | Qatar – Zweden                            | 0 – 5                                     | Vriendschappelijk                         |                                           |                                           |
| 12                                        | 6 september 2012                          | Zweden – China                            | 1 – 0                                     | Vriendschappelijk                         |                                           |                                           |
| 13                                        | 23 januari 2013                           | Noord-Korea – Zweden                      | 1 – 1                                     | Vriendschappelijk                         |                                           |                                           |
| 14                                        | 26 januari 2013                           | Finland – Zweden                          | 0 – 3                                     | Vriendschappelijk                         |                                           |                                           |
| 15                                        | 6 februari 2013                           | Zweden – Argentinië                       | 2 – 3                                     | Vriendschappelijk                         |                                           |                                           |
| Als speler bij IFK Göteborg               |                                           |                                           |                                           |                                           |                                           |                                           |
| 16                                        | 14 augustus 2013                          | Zweden – Noorwegen                        | 4 – 2                                     | Vriendschappelijk                         |                                           |                                           |
| 17                                        | 6 september 2013                          | Ierland – Zweden                          | 1 – 2                                     | WK 2014 kwalificatie                      |                                           |                                           |
| 18                                        | 10 september 2013                         | Kazachstan – Zweden                       | 0 – 1                                     | WK 2014 kwalificatie                      |                                           |                                           |